# 內斯托爾·馬赫諾
内斯托尔·伊万诺维奇·马赫诺（羅馬化：Nestor Ivanovych Makhno；1888年11月7日—1934年7月6日），绰号马赫诺老爹（烏克蘭語：Бáтько Махно́），乌克兰无政府主义革命家，烏克蘭獨立戰爭期间乌克兰革命起义军的领导人。
马赫诺是马赫诺运动的发起者，这一运动起初仅在胡利亞伊波萊的农民间颇受欢迎，但后来发展为了遍布南乌克兰的大规模社会运动。马赫诺和该运动的大多数领导人是無政府共產主義者，并试图按照这一思想引导该运动。马赫诺坚决反对任何试图将权力强加于乌克兰南部的势力，先后与烏克蘭人民共和國、同盟國、白军、红军以及由各路乌克兰哥薩克首領领导的部队作战。马赫诺和他的支持者试图按照无政府主义重组社会和经济生活，如在以前的地主庄园上建立公社，进行土地改革，以及举行地方苏维埃和地区代表大会的自由选举。然而，战争使马赫诺任何长期的社会实验都没有稳定的领土基础。
尽管马赫诺认为布尔什维克是乌克兰无政府主义者的威胁，但他还是两次与红军结成正式的军事联盟，对抗白军。1920年11月，在白军战败后，布尔什维克对马赫诺发动进攻。经过一番抵抗后，马赫诺于1921年8月逃到了罗马尼亚边境，后来又与妻子哈琳娜·庫兹門科、女儿奧萊娜·米赫年科一同定居巴黎。在此期间，马赫诺撰写了许多回忆录，长期为激进报纸供稿。1934年，马赫诺在巴黎死于肺结核并发症，年仅45岁。

## 早年生活
1888年11月8日［儒略曆10月27日］，马赫诺生于俄罗斯帝国葉卡捷琳諾斯拉夫省胡利亞伊波萊（今属乌克兰扎波羅熱州）的一个贫农家庭。他的父亲伊万和母亲叶夫多基娅在1861年俄國農奴制度改革前曾是农奴，马赫诺是五个孩子中最小的一个。

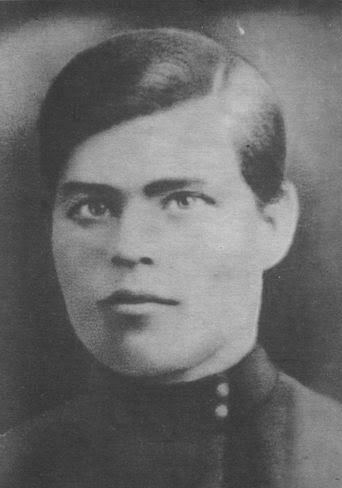
内斯托尔·马赫诺，摄于1906年

马赫诺一家拥有的土地不足以养活一家人，于是在马赫诺出生后，他的父亲伊万选择去给当地工业巨头当馬夫赚取额外的收入。然而，这也没能持续多久，马赫诺十个月大时，伊万去世了，留下了一个孤苦贫困的家庭。

## 军事斗争
他毕业于教会学校。1905—1917年参加无政府主义集团。1909年因杀死警察局长被判死刑，后改为十年苦役，在莫斯科监狱中服刑。1917年二月革命后被释放。1918年4月建立无政府主义武装队伍，同德奥占领军进行游击战，在农民中颇有影响。1919—1920年间同时与白军、红军交战。曾经三次与苏维埃政权达成协议，又三次撕毁协议，最后被红军击溃。1921年逃往罗马尼亚。1922年迁到波兰。1923年定居法国。著有回忆录二卷。

## 備注
1. ↑  有来源称其生于1889年[3]，《苏联大百科全书》则称其生于1884年[4]，但当地教会的记录表明马赫诺实际出生于1888年。很有可能马赫诺本人也忘记了自己真实的出生年份[5]。

### 引用
1. ↑  Skirda 2004，第291-292頁.
2. ↑  米哈伊爾·岡察羅克.  Официальный сайт Нестора Махно.   [2017-04-30]. （原始内容存档于2019-12-23）.
3. ↑  Avrich 1988，第111頁; Darch 2020，第176頁; Footman 1961，第245頁; Kantowicz 1999，第173頁; Palij 1976，第67頁; Peters 1970，第14頁.
4. ↑  Peters 1970，第14頁.
5. ↑  Darch 2020，第176頁.
6. ↑  Darch 2020，第176頁; Malet 1982，第xx頁; Palij 1976，第67頁; Skirda 2004，第17頁.
7. ↑  Darch 2020，第1頁; Peters 1970，第14頁; Skirda 2004，第17頁.
8. ↑  Avrich 1988，第111頁; Darch 2020，第1頁; Malet 1982，第xxi頁; Palij 1976，第67頁; Skirda 2004，第17–18頁.